# Dadaj (województwo warmińsko-mazurskie)
Dadaj (niem. Schönfließ) – osada w Polsce położona w województwie warmińsko-mazurskim, w powiecie olsztyńskim, w gminie Barczewo.
W latach 1975–1998 miejscowość administracyjnie należała do województwa olsztyńskiego. Osada znajduje się w historycznym regionie Warmia.
Osada leży w pobliżu jeziora o tej samej nazwie.

## Zabytki
- Grodzisko Malakof na Kręgowej Górze - położone na półwyspie jeziora Dadaj. Od 1949 roku wpisane do rejestru zabytków[3].